# GISAID
Die GISAID (Global Initiative on Sharing All Influenza Data) ist eine weltweite Wissenschaftsinitiative, die freien Zugang zu Genomdaten von Influenza- und SARS-CoV-2-Viren fördert. Sie hat dazu beigetragen, den schnellen Austausch von Genom-Daten während der H1N1-Pandemie 2009, der H7N9-Epidemie 2013 und der COVID-19-Pandemie zu ermöglichen.
Ab Januar 2020 unterstützte GISAID die Forschungsaktivitäten zu SARS-CoV-2, indem es als größte Datenbank für dessen Gensequenzen zur Verfügung steht.

## Geschichte

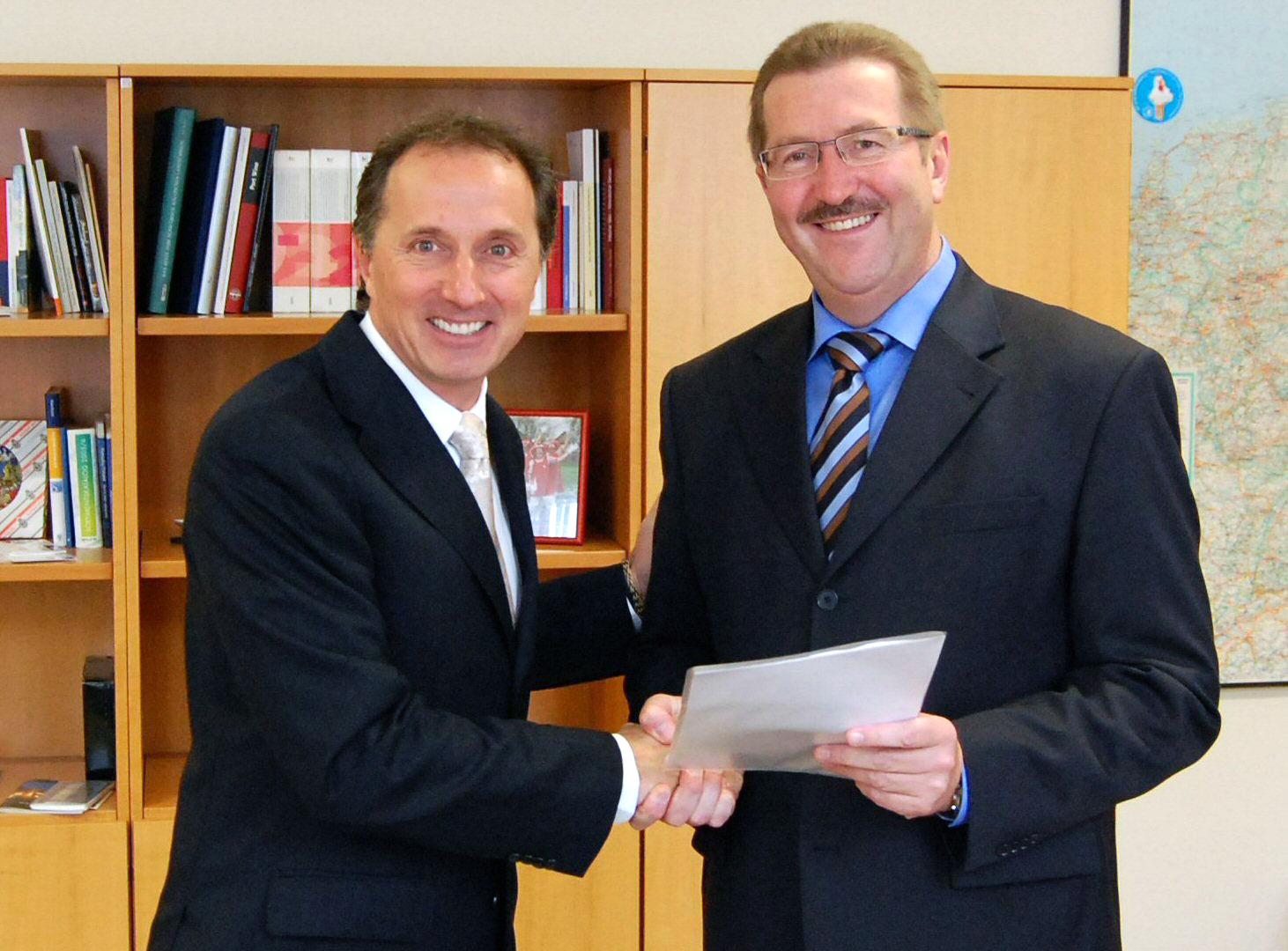
Gründer Peter Bogner und Staatssekretär Dr. Robert Kloos (BMELV, Berlin, April 2010)

Die Abkürzung GISAID wurde 2006 zum ersten Mal in einem in der Fachzeitschrift Nature veröffentlichten Brief erwähnt. Darin wird ein Konsortium vorgeschlagen für eine "Global Initiative on Sharing Avian Influenza Data" mit dem Ziel, Influenza-Sequenzen schnell öffentlich verfügbar zu machen. Der Brief wurde von 70 führenden Wissenschaftlern, darunter 7 Nobel-Preisträger, unterzeichnet. Initiator und Sponsor der Initiative war der Medienunternehmer Peter Bogner. In den folgenden 18 Monaten gelang es, zwischen den Initiatoren, Forschern und mehreren Regierungen einen internationalen Konsens über die konkreten Regeln der Veröffentlichung und Lizenzierung der Daten zu erreichen, sodass GISAID im Mai 2008 anlässlich der 61. Weltgesundheitsversammlung der WHO in Genf seinen Betrieb aufnahm.
2008 wurde GISAID in das WHO Global Influenza Surveillance and Response System (GISRS) aufgenommen.
Das Schweizer Institut für Bioinformatik unterstützte GISAID beim technischen Aufbau und Betrieb der Datenbank. Die Zusammenarbeit endete allerdings 2008 nach einem Rechtsstreit.
Im April 2010 verkündete die deutsche Bundesregierung anlässlich der 7. Internationalen Grippe Konferenz in Hanoi (IMCAPI, International Ministerial Conference on Avian and Pandemic Influenza), dass Deutschland der offizielle Betreiber der GISAID Plattform sein wird. Umgesetzt wurde dies über eine Öffentlich-private Partnerschaft mit dem gemeinnützigen Verein Freunde von GISAID e. V. mit Sitz in München. Das Bundesministerium für Ernährung, Landwirtschaft und Verbraucherschutz (BMELV) übernahm das technische Hosting inklusive der dadurch entstehenden Kosten der EpiFlu™-Datenbank, das Friedrich-Loeffler-Institut (FLI) die wissenschaftliche Plausibilitätsprüfung der in die Datenbank eingetragenen Daten.
2013 bekräftigte die Bundesregierung die langfristige Unterstützung der Initiative.

## Zugang und Lizenz
Im Gegensatz zu public-domain Datenbanken wie GenBank und EMBL müssen Wissenschaftler sich registrieren und einem "Database Access Agreement" zustimmen, bevor sie Daten hochladen und nutzen können. Damit soll sichergestellt werden, dass alle Daten frei nutzbar sind und somit die Kollaboration aller Beteiligten optimal gefördert wird.
Alle Daten stehen den Benutzern sofort nach dem Eingang zur Verfügung. Referenziert werden sie über eine von GISAID automatisch zugewiesenen Code, der mit dem Kürzel EPI beginnt und als internationaler Standard von allen relevanten Fachzeitschriften anerkannt wird.